# Giovanni Battista Pescetti
Giovanni Battista Pescetti (ur. około 1704 w Wenecji, zm. 20 marca 1766 tamże) – włoski kompozytor.

## Życiorys
Był wnukiem Carla Francesca Pollarolo. Uczył się u Antonia Lottiego. Między 1725 a 1732 rokiem działał w Wenecji jako kompozytor oper dla teatrów muzycznych i aranżer dzieł innych kompozytorów, współpracując często z Baldassare Galuppim. W 1736 roku osiadł w Londynie, gdzie zastąpił Nicola Porporę na stanowisku dyrektora Opera of the Nobility. Po jej zawieszeniu w 1737 roku współpracował z innymi teatrami. Rywalizował z Georgiem Friedrichem Händlem. Nie odniósłszy sukcesu, około 1745 roku wrócił do Wenecji. W 1762 roku otrzymał stanowisko drugiego organisty bazyliki św. Marka.
Skomponował około 25 oper, ponadto był autorem utworów religijnych i kompozycji instrumentalnych. Spośród jego oper zaledwie 4 zachowały się w całości, kolejne 5 we fragmentach. Jego 3-częściowe sonaty na klawesyn zbliżone są pod względem zdobnictwa i snucia motywicznego do stylu galant.